# أندرو سي. أولسون
أندرو سي. أولسون هو سياسي أمريكي، ولد في 30 مارس 1866 في مقاطعة وينيشيك في الولايات المتحدة، وتوفي في 17 يوليو 1920. نشط حزبياً في الحزب الجمهوري. وقد انتخب عضو مجلس ولاية مينيسوتا ‏.